# Sperrgruppe Monte Brione
Die Sperrgruppe Monte Brione war Teil der Festung Riva und gehörte zum System der österreichischen Festungswerke an der Grenze zu Italien. Sie bestand aus den Werken Nordbatterie, Mittelbatterie und Garda mit Anschlussbatterie und lag auf dem Monte Brione nordöstlich von Riva del Garda.
Aufgabe der Sperre war die Sicherung der Ebene zwischen Riva und Arco, des Mündungsbereichs des Rio Sarca in den Gardasee, sowie der von Rovereto und Mori aus dem Etschtal kommenden Straße.

## Nordbatterie Monte Brione
In den Jahren 1860/62 in Bruchsteinmauerwerk erbaut, war die Batterie (von den Italienern nach dem benachbarten Weiler auch Sant’ Alessandro genannt) ursprünglich mit vier 12-cm-Feldkanonen M 61 ausgerüstet. Zwischen 1908 und 1911 in Teilbereichen  mehrfach modernisiert, wurde die Batterie 1912 desarmiert, bereits 1913 jedoch wieder mit Geschützen ausgestattet. Man hatte im Bereich der Batterie zwei sogenannte Blockhäuser errichtet, zu denen kavernierte Munitionsmagazine und auch eine Zisterne gehörten. Das Ganze war von einem offenen Wall umgeben, auf dem sechs 9-cm-Feldkanonen M 75 postiert wurden. Infanteristische  Sicherung war durch vorgeschobene Feldbefestigungen gegeben. Nach dem Abschluss dieser Arbeiten erfolgte die Umbenennung der bisherigen Nordbatterie in Reduit; die Gesamtanlage wurde als Stützpunkt Campedell bezeichnet. Im nunmehrigen Reduit wurde  die Telefonzentrale der Festung Riva und eine optische Signalstation untergebracht. Im Hof der Anlage stand eine Radiostation. Bei Kriegsbeginn ohne jeden Kampfwert, wurde sie neben den Signalanlagen nur noch als Truppenunterkunft benutzt. Heute ist die Gesamtanlage stark verfallen und durch Wildwuchs kaum noch aufzufinden.

## Mittelbatterie Monte Brione

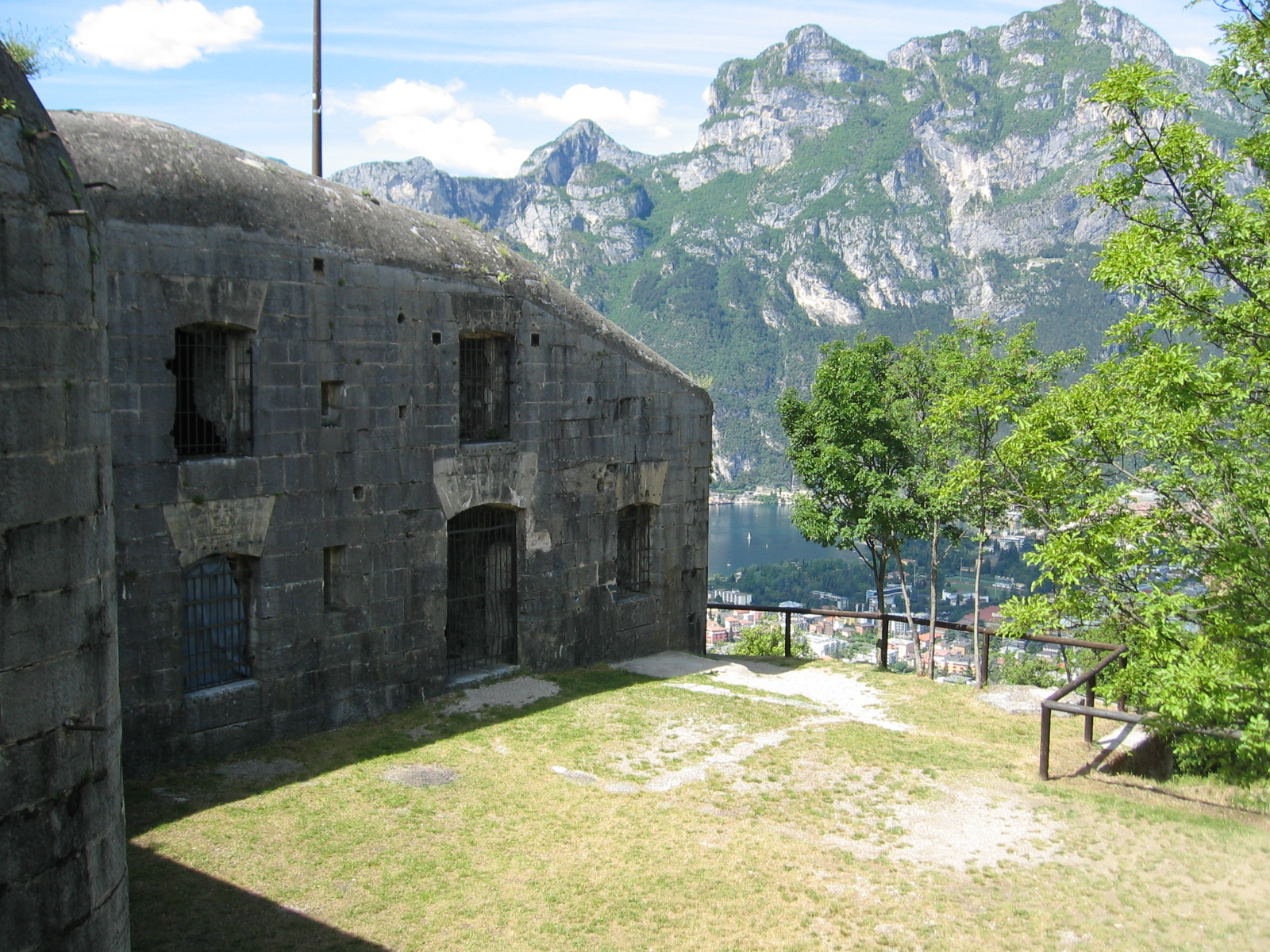
Mittelbatterie 2011

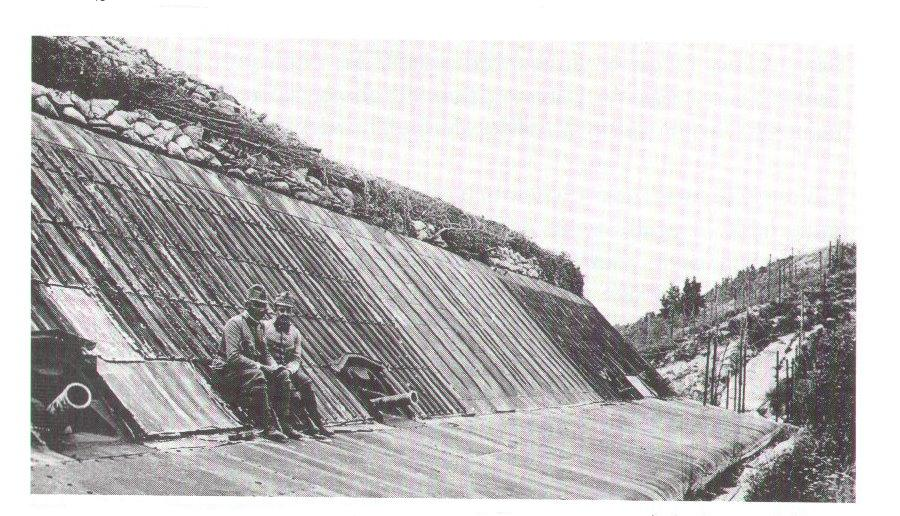
Mittelbatterie Monte Brione

Von den Italienern „Batteria di Mezzo“ genannt, wurde das Gebäude zwischen 1898 und 1900 errichtet. An den exponierten Stellen (Geschützfront) bereits in Betonbauweise ausgeführt, bestand sie nur aus einem Batterieblock mit nach Osten gerichteter Front. Die direkte Schussrichtung lag auf dem Val di Loppio mit der von Rovereto kommenden Straße (heute Staatsstraße SS 240). Armiert war die Anlage mit vier 12-cm-Minimalschartenkanonen M 96 und zwei 8-mm-Maschinengewehren M 93 sowie zwei Ständen für Projektoren an beiden Kopfseiten des Blocks (die Fläche des Gardasees wurde nachts mit mehreren Scheinwerfern – Durchmesser bis zu 120 cm – abgesucht, um einen amphibischen Überraschungsangriff auszuschließen). Bei Kriegsbeginn wurde die Batterie desarmiert und die Geschütze in offenen Feldstellungen aufgebaut; die Kanonenscharten wurden mit Scheingeschützen maskiert.
Die Batterie liegt nahe dem Sendemast am Gipfel und ist in großen Teilen erhalten.

## Werk Garda

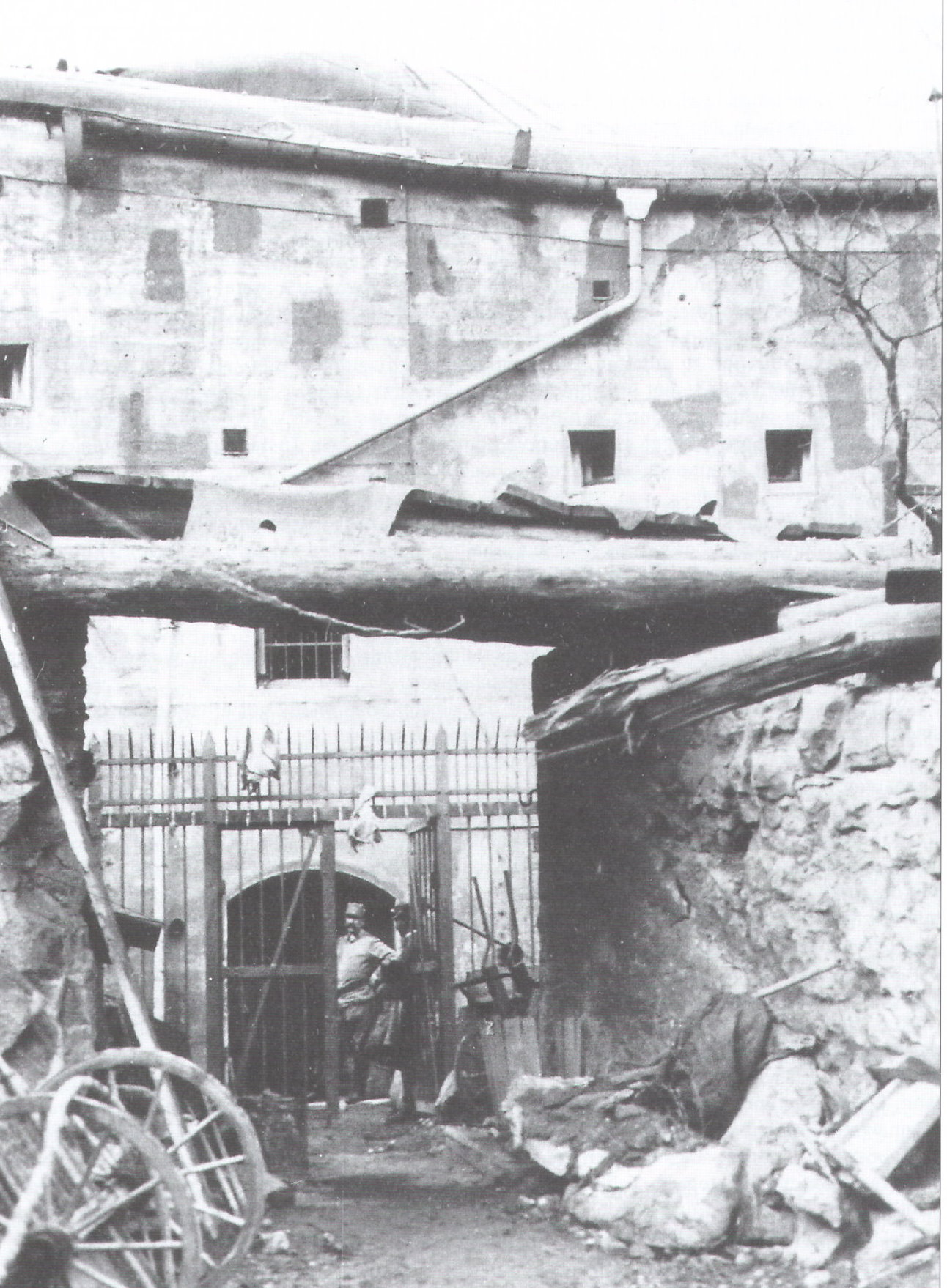
Eingangsbereich Werk Garda

Das Werk Garda war eines der drei Werke, die 1905–1907 noch in der bisher angewendeten Bauform, nämlich Unterkünfte und Geschütze in einem Block zu vereinen, errichtet wurde. Es sollte als Ersatz der Südbatterie Monte Brione bzw. der Verstärkung der bereits in ihrer Substanz veralteten Festung Riva dienen und entsprach in seiner Bauweise noch den Erkenntnissen aus den Beschussversuchen mit dem 24-cm-Mörser M. 98, die im Jahre 1902 erfolgt waren. Bereits kurz nach der Fertigstellung galt die Bewehrung allerdings als nicht mehr den Anforderungen entsprechend, da man ab dem Jahre 1912 bereits Beschussversuche mit dem 30,5-cm-M.11-Mörser unternahm und hier ganz andere Ergebnisse erzielt wurden.
Das Werk Garda wurde mit einer armierten Decke aus Stampfbeton versehen, deren Stärke bei mindestens 2,5 Metern lag. Im Gegensatz zu den italienischen Panzerwerken, bei denen die Werksdecke in Gewölbebauweise nur auf einer Schalung errichtet wurde (was während des Krieges zu erheblichen Problemen führte – siehe Forte Monte Verena), wurde ab der Bauphase, zu der auch Werk Garda gehörte, von den österreichischen Ingenieuren über den Hohlräumen eine Unterdecke von etwa 30 bis 50 cm starken Doppel-T-Trägern, die dicht an dicht saßen, vorgeschrieben.
Bewaffnet war das Werk mit vier 10-cm-Turmhaubitzen M99B in drehbaren Panzerkuppeln, die in einem Abstand von zwölf Metern (Mitte zu Mitte) auf der Werksdecke saßen. Dazu kamen noch zwei 8-cm-Minimalschartenkanonen M 5 in Kasematten und eine nicht bekannte Anzahl an Maschinengewehren. Bei Kriegsbeginn wurden die Geschütztürme ausgebaut und in dislozierten Feldstellungen auf dem Monte Brione verwendet. Die Geschützbrunnen wurden mit Betonkuppeln maskiert und mit Scheingeschützen versehen.
Das Werk Garda ist relativ wenig beschädigt und frei zugänglich.

## Südbatterie Monte Brione
Vor der Errichtung des Werks Garda hatte diese Anlage die artilleristische Bestreichung nach Osten und Südosten durchzuführen. Sie wurde im Jahre 1897 erbaut und verfügte über vier 15-cm-Mörser M 80 in offener Aufstellung.

Nach dem Bau von Werk Garda wurde die Südbatterie ab 1905 zur Anschlussbatterie Garda umgewidmet (auch Haubitzanschlussbatterie genannt) und verlor ihre bisherige Eigenständigkeit. Die Mörser wurden durch vier 15-cm-Feldhaubitzen M 94 ersetzt. Zusätzlich erhielt die Batterie einen gepanzerten Beobachtungsturm, der heute noch vorhanden ist.
Alle Werke wurden artilleristisch, jedoch nicht infanteristisch bekämpft, wobei der Beschuss jedoch bei weitem nicht die Dimensionen wie bei den Werken der Sperre Lavarone-Folgaria (Werk Verle, Werk Lusern, Posten Vezzena) erreichte.